# Dům čp. 44 (Břevnov)
Dům čp. 44 v Břevnově v Praze je zaniklý rodinný dům, který stál v místech ulice Radimova severně od bývalého centra obce, v původní staré vsi poblíž Břevnovského kláštera nazývané „Velký Břevnov“. V letech 1958–1969 byl chráněn jako nemovitá kulturní památka České republiky.

## Historie
Dům pocházel z přelomu 18. a 19. století. Od památkové ochrany bylo upuštěno výměrem MŠK v roce 1965, poté byl zbořen při výstavbě v okolí.

## Popis
Patrový dům o dvou a jedné ose stál širší stranou k silnici. Polovalbová střecha byla položena souběžně s průčelím. Fasádu na nárožích zdobily liseny. V nice mezi okny prvního patra byla umístěna dřevěná barokní socha svaté Magdaleny. Na východní straně měl domek přístavek. Interiér domku byl plochostropý.